# Miguel A. López
Miguel A. López (Lima, 1983) es un escritor, investigador y curador de arte contemporáneo. Su práctica se enfoca principalmente en los procesos colectivos, el arte experimental, arte feminista, y las temáticas de género y sexualidad atravesadas por los procesos de la memoria política. López es autor de numerosas publicaciones sobre arte peruano contemporáneo y latinoamericano. En 2007 fue miembro fundador de la Red Conceptualismos del Sur, una plataforma internacional que investiga otras posibilidades de escribir, archivar, exhibir e historizar las prácticas artístico-políticas que han ocurrido en América Latina desde los años 60. Entre 2015 y 2020 fue curador en jefe, y luego codirector y curador en jefe, de TEOR/éTica, una organización privada sin fines de lucro, que opera como una plataforma para la investigación y difusión de la prácticas artísticas contemporáneas en Centroamérica y el Caribe. En 2016 le fue entregado el Vision Curatorial Award del ICI - Independent Curators International. Desde 2020, ha sido incluido en el "Power 100", la lista anual de las más personas más influyentes en el mundo del arte contemporáneo a nivel global elaborada por la revista inglesa ArtReview.

## Reseña biográfica
Miguel A. López estudió Fotografía en el Centro de la Fotografía de Lima, Perú -actualmente el Centro de la Imagen- entre el 2002 y 2005. Al terminar sus estudios trabajó durante el 2005-2007 como curador asistente de Jorge Villacorta, un científico, crítico de arte y curador peruano. Asistiéndolo en diversas exposiciones como "Mundo detenido. Esculturas de Alina Canziani, 1982-2006" (ICPNA, 2006) y "Tránsito de imágenes" (Museo de Arte de Lima, 2006). En 2006 fue co-curador de "Urbe & Arte. Imaginarios de Lima en transformación, 1980-2006", y fue coautor del libro "Post-ilusiones. Nuevas visiones. Arte crítico en Lima, 1980-2006"(Fundación Wiese, 2006). Entre 2006 y 2008 fue integrante del Espacio La Culpable (2003-2008), un colectivo y espacio independiente coordinado por artistas peruanos.

## Trayectoria
Uno de sus primeros proyectos curatoriales fue "La persistencia de lo efímero. Orígenes del no-objetualismo peruano: happenings / ambientaciones / arte conceptual (1965-1975)", co-curado con Emilio Tarazona. La exposición, presentada en el Centro Cultural España de Lima en marzo de 2007, fue la primera revisión de prácticas artísticas experimentales en Perú, lo cual abrió una discusión sobre los orígenes del arte contemporáneo en el país. Luego López y Tarazona co-curaron "Arte Nuevo y el fulgor de la vanguardia. Disidencia, experimentación visual y transformación cultural", en la Sala Luis Miró Quesada Garland en diciembre de 2007, la cual estuvo centrada en la experiencia del grupo Arte Nuevo (1966-1967) y el experimentalismo de los años 60. Ambas exhibiciones ayudaron a redescubrir la obra de Teresa Burga (Iquitos, 1935), que fue fundadora de Arte Nuevo y una de las pioneras del arte conceptual en Perú y América Latina.
En 2007 obtuvo una beca de estudios del Programa de Estudios Independientes del Museu d'Art Contemporani de Barcelona (MACBA) donde estudió entre 2008 y 2009. Ese mismo año, fue residente-en-residencia de BAK (Basis voor actuele kunst) (enlace roto disponible en Internet Archive; véase el historial, la primera versión y la última)., Utrecht, durante varios meses entre 2010 y 2011. Durante 2012-2013 fue curador invitado en Lugar a dudas (enlace roto disponible en Internet Archive; véase el historial, la primera versión y la última)., una plataforma de arte contemporáneo en Cali, Colombia. En 2014 cofundó Bisagra (enlace roto disponible en Internet Archive; véase el historial, la primera versión y la última)., un espacio de arte contemporáneo activo en Lima dedicado al desarrollo de programas públicos experimentales y exposiciones. Entre 2012 y 2020, López integró el equipo curatorial del Comité de Adquisiciones de Arte Contemporáneo (CAAC) del Museo de Arte de Lima
Sus escritos han sido publicados en revistas como Afterall, E-flux Journal, ramona (enlace roto disponible en Internet Archive; véase el historial, la primera versión y la última)., Manifesta Journal, Art in America, Journal of Visual Culture, Art Journal, entre muchas otras, y ha sido incluido en el libro Exhibition (editado por Lucy Steeds) de la serie Documents for Contemporary Art, publicado por Whitechapel Gallery (Londres) y MIT.
Otros escritos relevantes de López incluyen textos sobre la contribución intelectual del crítico Juan Acha (Lima, 1916-México DF, 1995), y la edición del libro Giuseppe Campuzano. Saturday Night Thriller y otros escritos, 1998-2013, que compila los escritos del filósofo, drag queen y activista Giuseppe Campuzano quien fuera fundador del Museo Travesti del Perú.
Sus proyectos curatoriales recientes incluyen: "Lee mis labios" EN TEOR/éTica, San José (2016); "A Kingdom of Hours" (co-curado con Robert Leckie) en Gasworks, Londres (2015) y TEOR/éTica (2016); "Teresa Burga. Estructuras de aire" (co-curado con Agustín Perez Rubio) en el MALBA, Buenos Aires (2015); el proyecto "God is Queer" para la 31 Bienal de São Paulo (2014); "Un cuerpo ambulante. Sergio Zevallos en el Grupo Chaclacayo (1982-1994)" en el Museo de Arte de Lima (2013) and Württembergischer Kunstverein Stuttgart (2014); y "Perder la forma humana. Una imagen sísmica de los años ochenta en América Latina" (curaduría colectiva de la Red Conceptualismos del Sur) en el Museo Reina Sofía in Madrid, Museo de Arte de Lima, y MUNTREF en Buenos Aires (2012-2014). Recientemente ha sido curador de la primera retrospectiva de la poeta y artista visual Cecilia Vicuña, titulada "Cecilia Vicuña: Seehearing the Enlightened Failure" en el Witte de With de Rotterdam en 2019, el cual viajó a otros museos como el MUAC de Ciudad de México (2020), el CA2M de Madrid (2021) y el MAMU del Banco de la República en Bogotá (2021).
Desde TEOR/éTica impulsó la serie de libros "Escrituras locales. Posiciones críticas desde América Central, el Caribe y sus diásporas" que compila una selección de textos y ensayos de intelectuales de la región cuyo trabajo fue decisivo para configurar las escenas de arte contemporáneo. En esta serie se editaron seis libros con textos de Tamara Díaz Bringas (Costa Rica / Cuba), Adrienne Samos (Panamá), Rosina Cazali (Guatemala), Raúl Quintanilla Armijo (Nicaragua), Annalee Davis (Barbados) y Virginia Pérez-Ratton (Costa Rica)